# Exechia repandoides
Exechia repandoides är en tvåvingeart som beskrevs av Caspers 1984. Exechia repandoides ingår i släktet Exechia och familjen svampmyggor.
Artens utbredningsområde är Österrike. Arten är reproducerande i Sverige. Inga underarter finns listade i Catalogue of Life.